# آلمان (ترانه)
آلمان ترانه‌ای از گروه نویه دویچه هرته آلمانی رامشتاین است. این ترانه در ۲۸ مارس ۲۰۱۹ به‌عنوان تک‌آهنگ اصلی از هفتمین آلبوم استودیویی بی‌نام آن‌ها منتشر شد و نخستین موسیقی جدیدشان از زمان ترانهٔ سرزمین من در سال ۲۰۱۱ بود.
این ترانه دومین تک‌آهنگ شمارهٔ یک رامشتاین در آلمان پس از پوسی در سال ۲۰۰۹ شد. همچنین در کشورهای مجارستان و سوئیس به رتبهٔ نخست رسید، در اتریش و فنلاند جزو پنج ترانهٔ برتر قرار گرفت و نامزد دریافت جایزهٔ بهترین تک‌آهنگ کرنگ! در سال ۲۰۱۹ شد.

## موزیک ویدئو
موزیک ویدئوی این ترانه به کارگردانی «اسپکتر برلین» ساخته شد و در تاریخ ۲۸ مارس ۲۰۱۹ ساعت ۱۸:۰۰ به زمان اروپای مرکزی منتشر شد. پیش‌تر، در ۲۶ مارس، یک تریلر تبلیغاتی ۳۵ ثانیه‌ای از آن منتشر شده بود. این موزیک ویدئوی بلند، با سبک تیره، خشونت‌آمیز و هولناک خود—که ویژگی همیشگی زیبایی‌شناسی گروه است—موجب بحث و جدل شد و رویدادهای مختلفی از تاریخ آلمان را به تصویر می‌کشد. از جملهٔ این رویدادها می‌توان به دوران روم باستان، نبرد جنگل توتبورگ، قرون وسطی، شکار ساحره‌ها، انقلاب نوامبر، دههٔ طلایی ۱۹۲۰، کتاب‌سوزی نازی‌ها، سانحهٔ هیندنبورگ، جنگ جهانی اول و دوم، هولوکاست، جمهوری وایمار، فراکسیون ارتش سرخ و تقسیم کشور به آلمان غربی و آلمان شرقی اشاره کرد. این ویدئو همچنین شامل صحنه‌هایی علمی-تخیلی در فضا، آدم‌خواری که در آن شخصیت‌های داستان ژرمانیا، تجسم کشور آلمان، را می‌خورند، و نیز صحنهٔ سرقت از بانک با بازی تیل لیندمان در نقش اولریکه ماینهوف با لباس زنانه است. بازیگر آفرو-آلمانی روبی کومی در سراسر ویدئو در نقش ژرمانیا ظاهر می‌شود.
در تیتراژ پایانی، نسخهٔ پیانویی از تک‌آهنگ سال ۲۰۰۱ گروه با نام خورشید پخش می‌شود که توسط کلمنس پوتش اجرا شده است. مقدمهٔ ویدئو نیز با قطعه‌ای به نام هیولا از موسیقی متن فیلم سیکاریو ساختهٔ یوهان یوهانسون آغاز می‌شود.

## جدول‌ها

### جدول‌های هفتگی
| جدول (۲۰۱۹)                                         | بالاترین رتبه |
| --------------------------------------------------- | ------------- |
| جدول دیجیتال استرالیا (ARIA)                        | ۳۹            |
| اتریش (او۳ تاپ ۴۰ اتریش)                            | ۴             |
| بلژیک (اولتراتاپ ۵۰ فلاندرز)                        | ۲۳            |
| بلژیک (اولتراتیپ والونی)                            | ۲۳            |
| کشورهای مستقل همسود (تاپ‌هیت)                        | ۴             |
| جمهوری چک (۱۰۰ تک‌آهنگ دیجیتال برتر)                 | ۱۱            |
| استونی (Eesti Tipp-40)                              | ۲۰            |
| فروش دیجیتال ترانه‌های اروپا (بیلبورد)               | ۱             |
| فنلاند (جدول‌های رسمی فنلاند)                        | ۴             |
| فرانسه (اس‌ان‌ئی‌پی)                                   | ۱۰۰           |
| آلمان (جدول‌های رسمی آلمان)                          | ۱             |
| مجارستان (۴۰ تک‌آهنگ برتر)                           | ۱             |
| مجارستان (۴۰ آهنگ جاری برتر)                        | ۱۱            |
| ایرلند (ایرما)                                      | ۹۶            |
| لتونی (LAIPA)                                       | ۱۳            |
| لیتوانی (AGATA)                                     | ۳۶            |
| مکزیک اینگلِس ایرپلی (Billboard)                     | ۳۴            |
| هلند (۱۰۰ تک‌آهنگ برتر)                              | ۷۴            |
| جدول تک‌آهنگ‌های داغ نیوزیلند (RMNZ)                  | ۲۷            |
| اسکاتلند (اوسی‌سی)                                   | ۲۹            |
| اسلواکی (رادیو – ۱۰۰ آهنگ برتر)                     | ۲۰            |
| سوئد (فهرست برترین‌های سوئد)                         | ۴۴            |
| سوئیس (شوایزر هیت‌پاراد)                             | ۱             |
| تک‌آهنگ‌های بریتانیا (اوسی‌سی)                         | ۹۸            |
| راک و متال بریتانیا (اوسی‌سی)                        | ۴             |
| ترانه‌های دیجیتال ایالات متحده (بیلبورد)             | ۴۳            |
| ترانه‌های داغ راک و آلترناتیو ایالات متحده (بیلبورد) | ۱۴            |

| جدول (۲۰۲۳)     | بالاترین رتبه |
| --------------- | ------------- |
| لیتوانی (AGATA) | ۲۰            |

### جدول‌های پایان سال
| جدول (۲۰۱۹)                 | رتبه |
| --------------------------- | ---- |
| آلمان (جدول‌های رسمی آلمان)  | ۲۰   |
| مجارستان (۴۰ تک‌آهنگ برتر)   | ۲۳   |
| سوئیس (Schweizer Hitparade) | ۸۶   |